# Măgura Codlei
Die Măgura Codlei (deutsch Zeidner Berg, ungarisch Feketehegy) ist ein 1294 m hoher Berg, im Burzenland in Rumänien. Er wird zu den Ostkarpaten gezählt, seine Bezeichnung leitet sich von der Kleinstadt Codlea (Zeiden/Feketehalom) ab.

## Geographische Lage
Der Zeidner Berg, einer der markantesten Berge des Burzenlandes, erhebt sich südöstlich des Siebenbürgischen Beckens auf dem Gebiet Zeidens im Kreis Brașov (Kronstadt). In nordwestliche Richtung grenzt er an das Perșani-Gebirge (Geisterwald), im Westen und Süden befinden sich die Transsilvanischen Alpen (Carpații Meridionali). Das nächste größere Gebirge ist das in südwestlicher Richtung befindliche Piatra-Craiului-Gebirge (Königssteingebirge). 
Am Fuß der Südseite des Berges befindet sich die Kleinstadt Zeiden, südwestlich die Gemeinde Holbav mit ihren auf den Hügeln weit verstreuten Höfen. Weiter südlich vom Berg entfernt verlaufen die Flüsse Neugraben (Vulcănița, durch Codlea), die Burzen (Bârsa, zwischen Codlea und Ghimbav), die Trübe Homorod (Râul Homorod) und der Goldbach (Pârâul de aur), die in Richtung Dumbrăvița (Schnakendorf) fließen.

## Wandern
Um und auf den Zeidner Berg führen Wanderwege, welche nur zu Fuß zu bewältigen sind. Da der runde Waldrücken den großen Neigungswinkel des Berghanges nicht erkennen lässt, wird die Schwierigkeit leicht unterschätzt. Eine Wanderung vom Zentrum Zeidens bis zum Gipfel dauert ungefähr zwei bis zweieinhalb Stunden. Unmittelbar unter dem Gipfel des Berges befindet sich eine geräumige Grotte. Fast oben auf dem Gipfel des Berges befindet sich eine Waldlichtung, die von den Zeidnern so genannte Kalwer-Wiese.
Weiterhin befinden sich um den Berg die Adamswiese, die Kuereswiese, zu der ein Forstweg vorbei bei einem stillgelegten Steinbruch vorbeiführt und die Burgau, wo im Frühjahr Bärlauch wächst. Auf dem Weg von der letzteren Wiese in Richtung Bergspitze kann man zu den Resten der Schwarzburg gelangen.
- Die Schwarzburg (rumänisch Cetatea Neagra), auf einer 980 m hohen Bergkuppe unterhalb des Berges, wird 1265 erstmals als „castrum Feketewholum“ urkundlich erwähnt. Heute sind nur die Reste der Verteidigungsburg erhalten, errichtet während der Wirkungszeit des Deutschen Ritterordens (1211–1225) im Burzenland.[6]
- Das Zeidner Waldbad,[7] angelegt in den Jahren 1903/1904 an der Quelle des Goldbaches, dessen Wasser beim Austritt aus der Felswand 18 °C aufweist.[6]

## Aussichtsmöglichkeit
- Der Gipfel des Berges, bewachsen vor allem mit Laubbäumen, ermöglicht an einigen Stellen eine gute Fernsicht aufs Burzenland,[8] oder auf die Gemeinde Holbav und das Königssteingebirge.
- Vom Mittagsstein (Felsen in Richtung Zeiden), Sicht nach Osten auf Zeiden, dessen Gewächshäuser, anschließend quer die Burzen, Weidenbach und Kronstadt.[9]
- Vom Ritterfelsen (auf der Westseite des Berges), Sicht in Richtung Făgăraș (Fogarasch).[10]

## Bilder

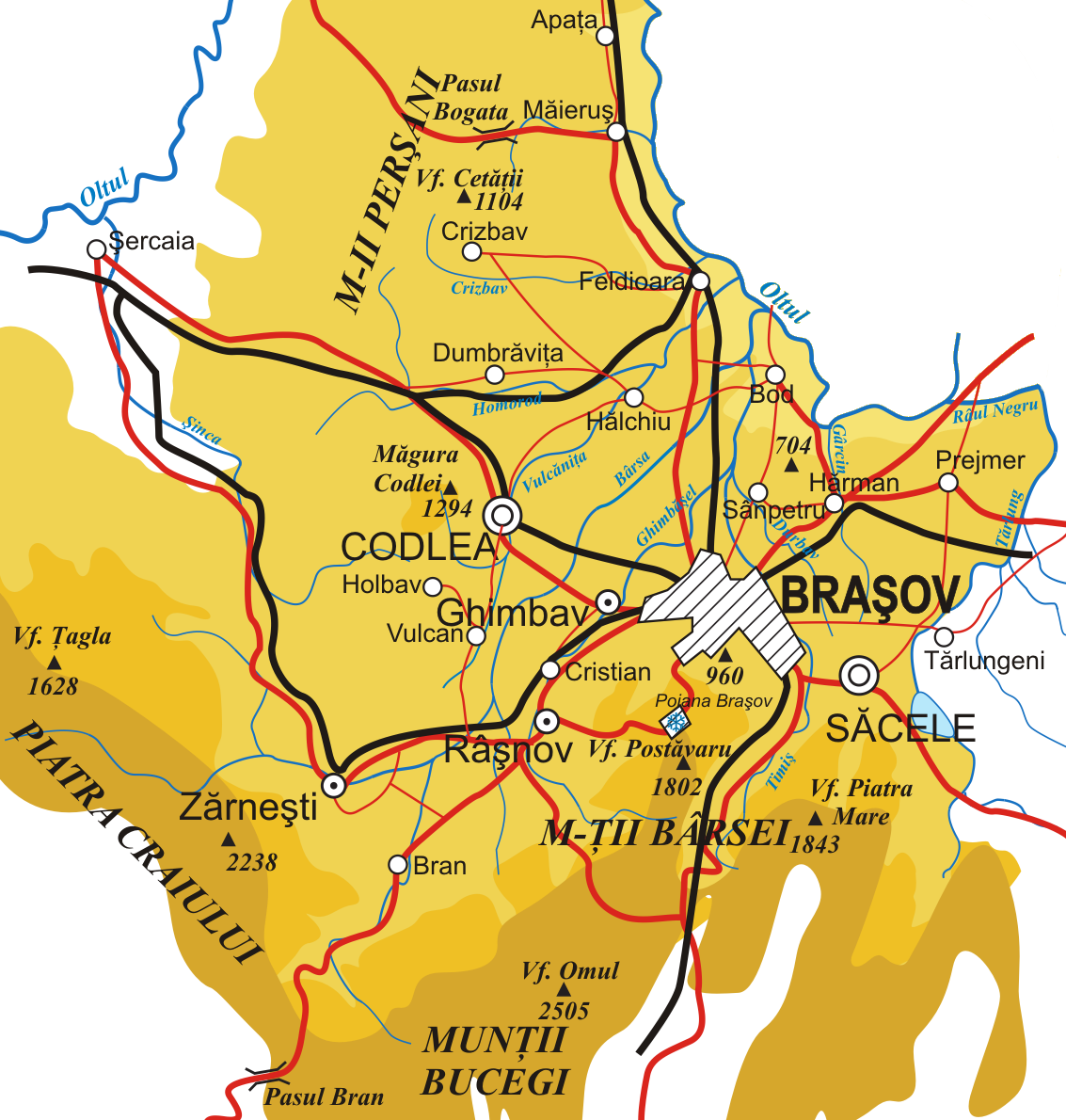
Der Zeidner Berg im Burzenland
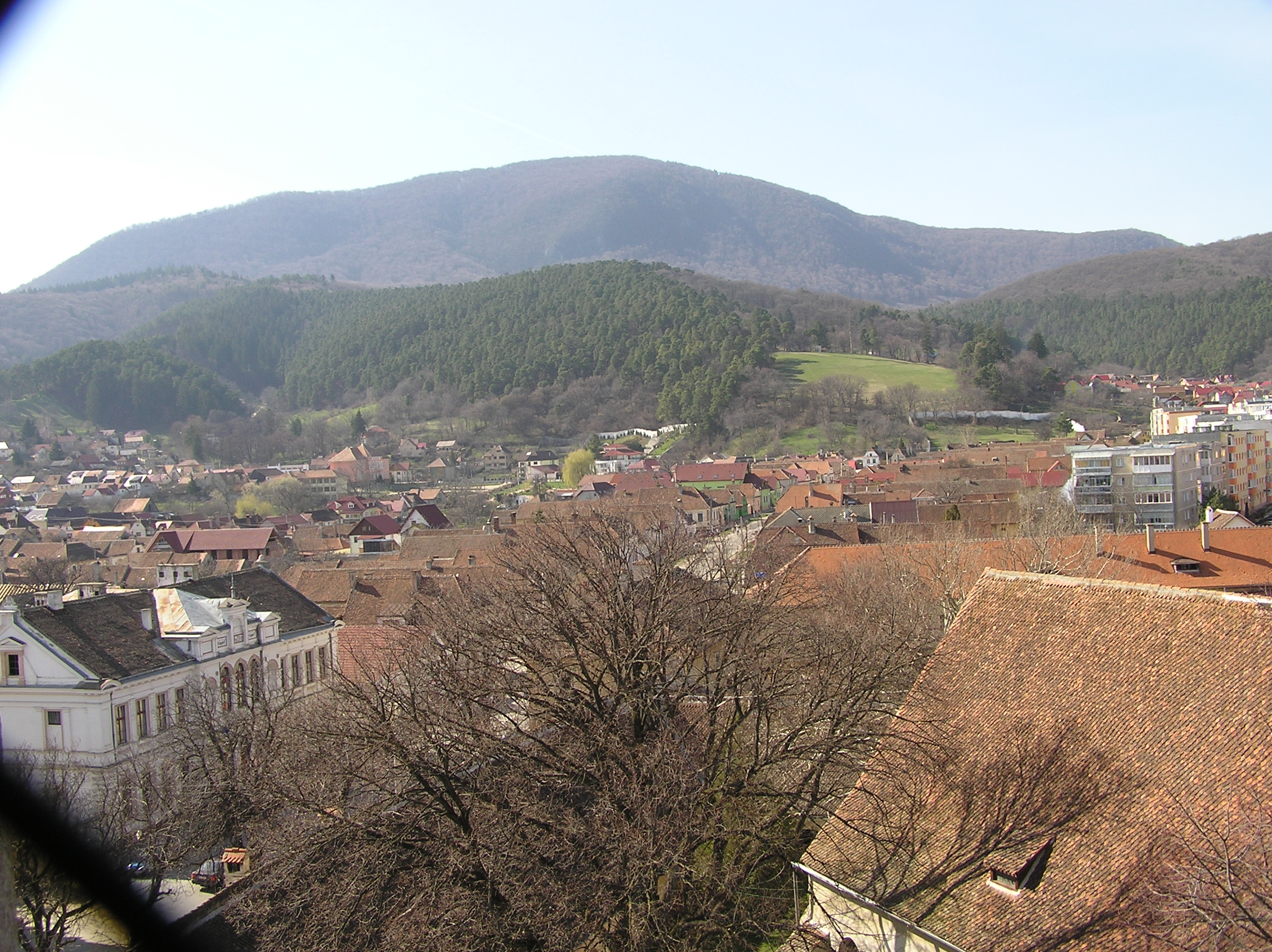
Der Berg vom Glockenturm gesehen
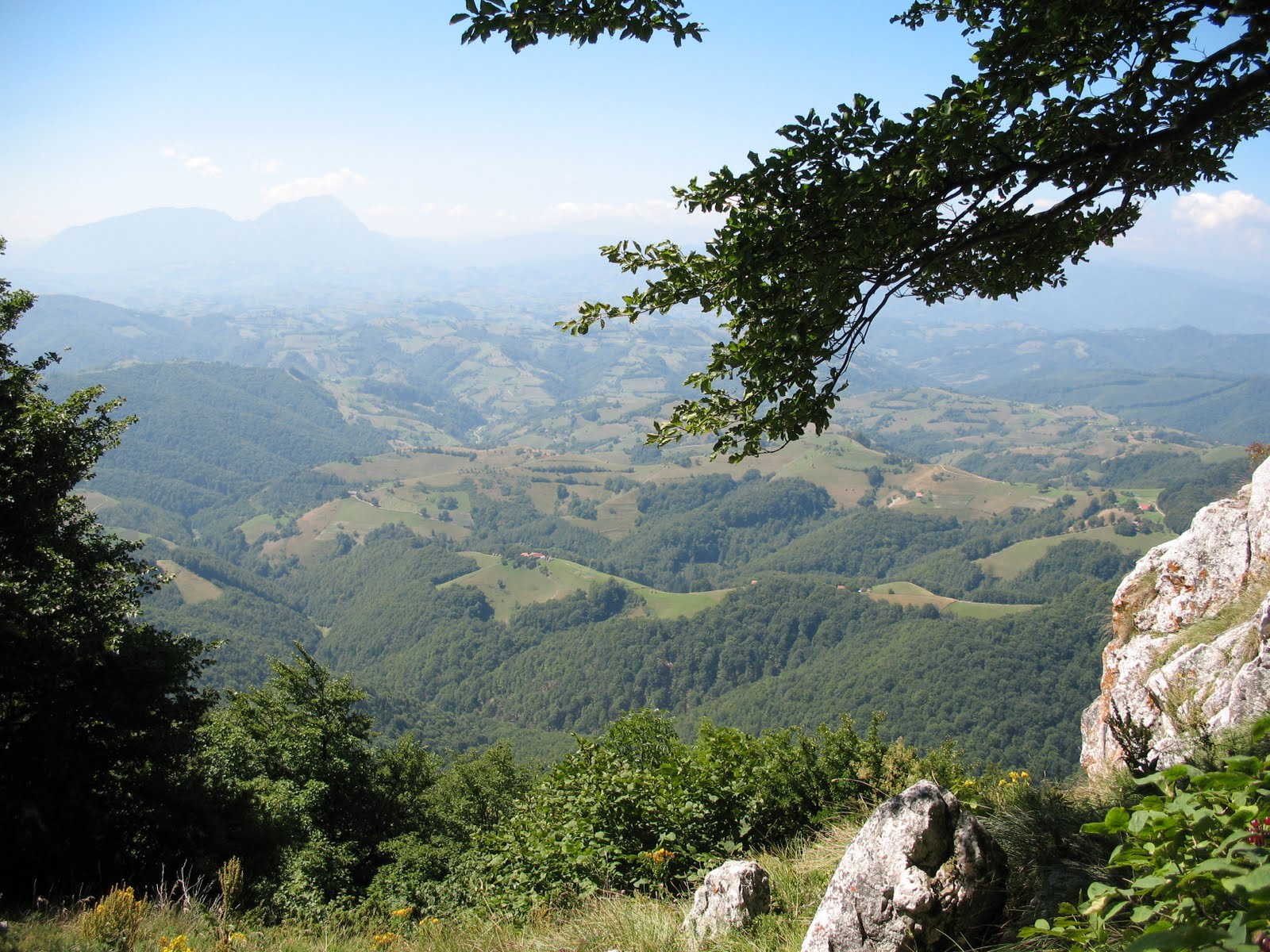
Die Streusiedlung Holbav und das Königssteingebirge
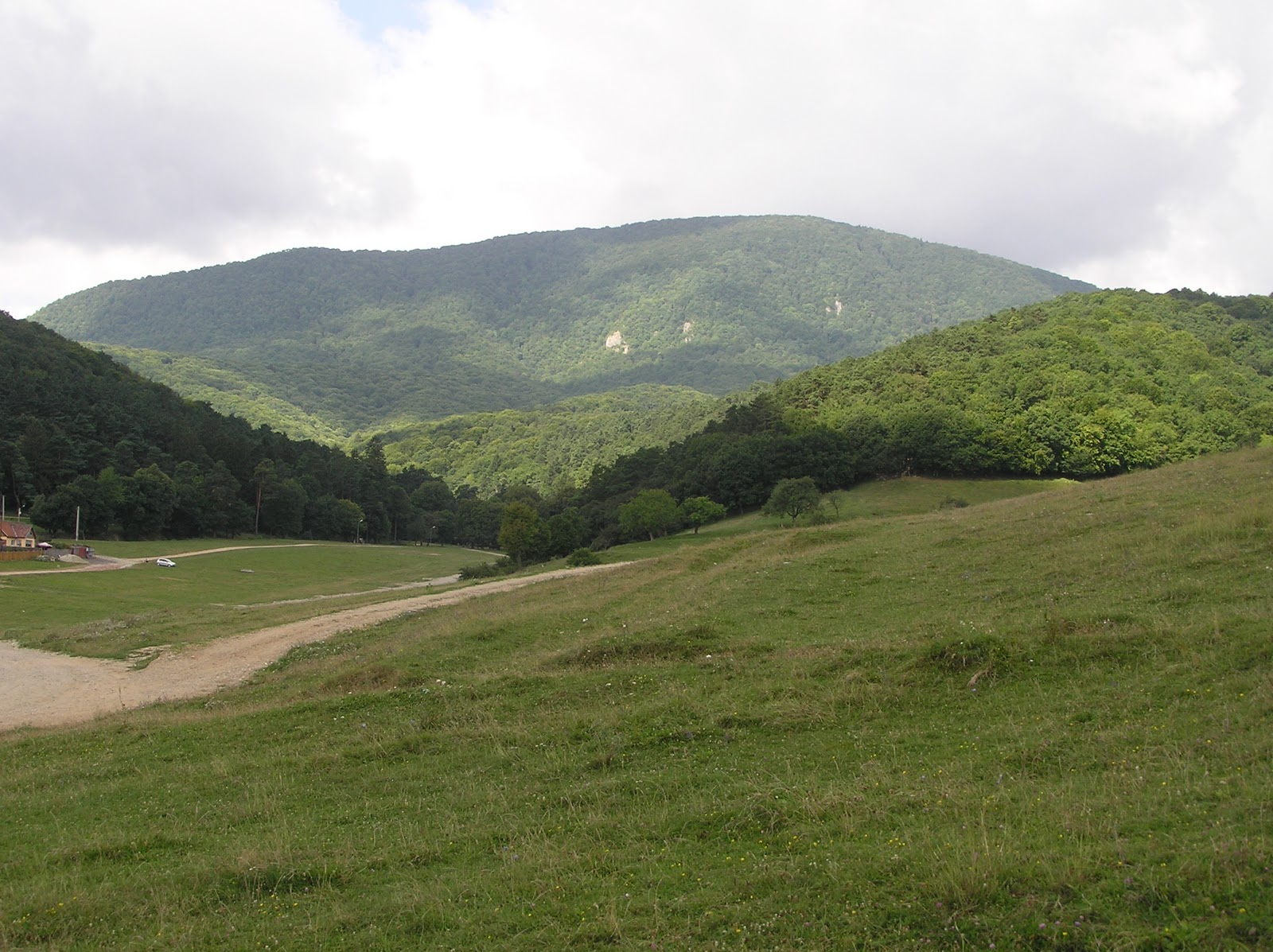
Am Fuße des Berges der sg. Schulfestplatz

## Der Berg als Wetterprophet
Im Burzenland wird der Zeidner Berg auch als Wetterprophet gesehen, dazu eine Aussage der Burzenländer: Hat der „Zeidner“ einen Hut, dann wird das Wetter gut, hat er einen Kragen, dann kannst du’s wagen, hat er einen Degen, so gibt’s Regen!
Auch ein Gedicht von 1904 von einem unbekannten Autor, dem Berg gewidmet, wurde bei einer Archivierung des evangelischen Kirchenarchivs in Zeiden gefunden.